# Far Away from Conformity
Far Away from Conformity es el segundo álbum de estudio de la banda italiana de black metal sinfónico Cadaveria, lanzado en el 2004 por la discográfica Scarlet Records.

## Lista de temas
1. "Blood and Confusión" - 05:13
2. "Eleven Three O Three" - 04:06
3. "Irreverent Elegy" - 05:10
4. "The Divine Rapture" - 06:38
5. "Omen of Delirium" - 06:10
6. "Call Me" - 03:43
7. "Out Body Experience" - 05:06
8. "Prayer of Sorrow" - 05:30
9. "Vox of Anti-Time" - 05:55

## Personal
- Killer Bob – Bajo eléctrico
- Frank Booth – Guitarra eléctrica
- Cadaveria – Voz, composición
- Marcelo Santos "Flegias" – Batería